# Begonia susaniae
Espèce
Begonia susaniae est une espèce de plantes de la famille des Begoniaceae.
L'espèce fait partie de la section Scutobegonia.
Elle a été décrite en 1991 par Marc Simon Maria Sosef (1960-…).

## Répartition géographique
Cette espèce est originaire des pays suivants : Cameroun ; Gabon.